# レガシーデバイス
レガシーデバイス (legacy device)とは、レガシーシステムとなったデバイスのことである。
主にパーソナルコンピュータの分野で、PCI ExpressやUSBなどによってとって代わられたものを指す。そのようなインタフェースをレガシーインタフェース (legacy interface)、入出力ポートをレガシーポート、ハードウェアをレガシーハードウェアと言う。

## 概要
ほとんどは初期の8ビットや16ビットコンピュータの時代に普及した規格によるものである。
これらのレガシーインタフェース・デバイス（以下「レガシー系」）を置き換えるものとして、プラグアンドプレイインタフェースが、内部バスとそのデバイス関連設定に対してはWindows 95以降、外部インタフェースについてもUSBとしてWindows 98 (Second Edition) 以降、順次導入された。
このようなレガシー系の利用経験がない一般のPCユーザーが、時代の流れと共に増加していった。そのため、これら旧式のレガシー系に依存する例も、次第に稀なものとなっていった。また場合によっては実装上の必要性、例えば省スペース化とコスト、競合などの事情等から、徐々に廃止の流れとなっていっている。

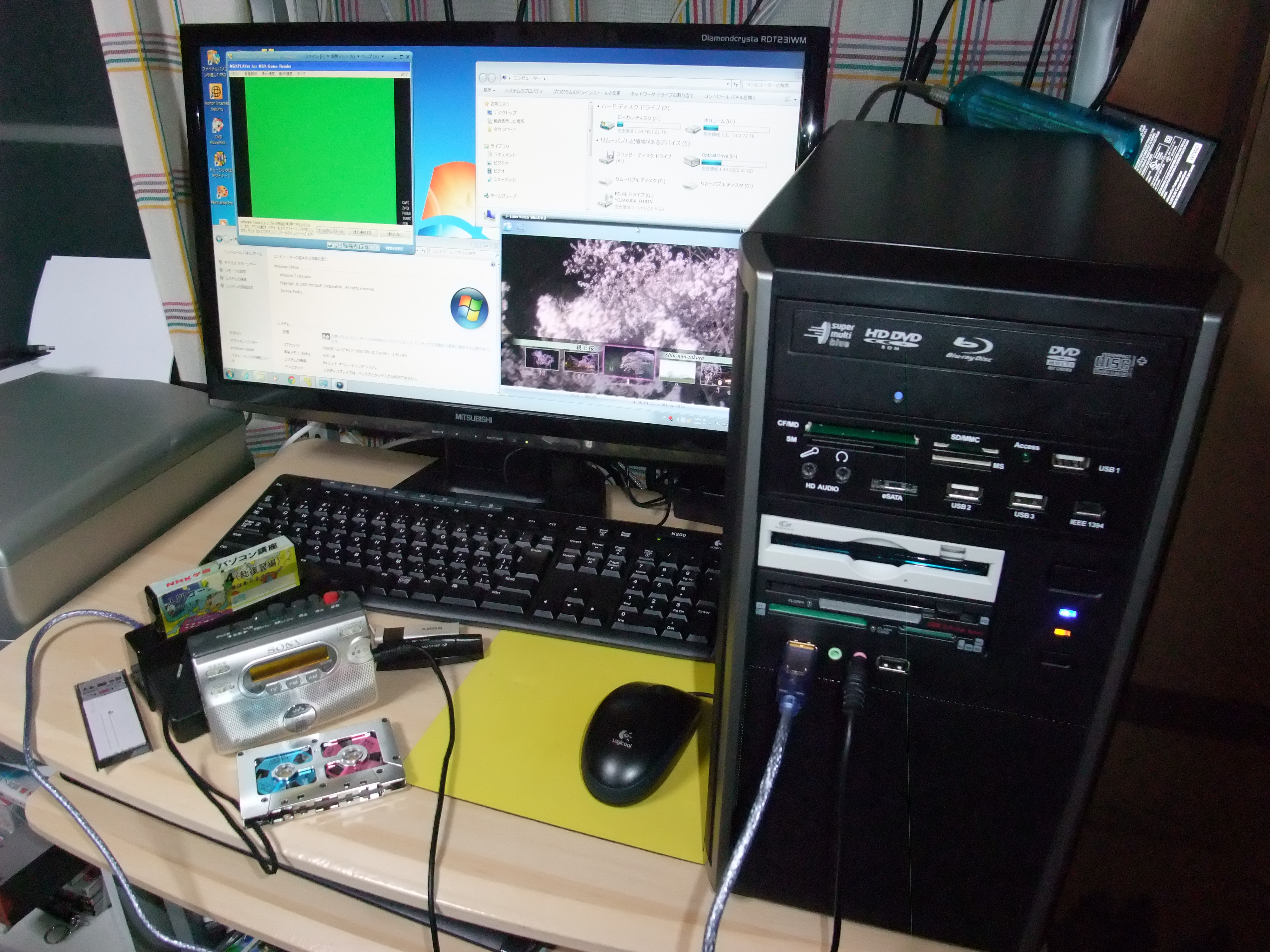
絶滅したメディアでも最新パソコンに搭載可能ではある。また、外付けで対応も可能。

このような動きは（この分野での）レガシーフリーと言うが、ユーザー要望等によりメーカー製パソコンが先鞭をつける事が多い。また、PCパーツを自由に組み合わせられる自作パソコンでも、2009年頃からフロッピーディスクドライブをサポートしないマザーボードが出るなどしている。
しかし、業種や事例など場合によっては代替手段・規格が無いもしくは交換するほうがコストが掛かる等の理由で、またソフトウェア・ハードウェアの両側面とも長年に渡り改良され枯れて安定した接続手段として、現在も使われ続けているものもある。

## レガシーインターフェイス
おおむね廃れた順。

### 外部インターフェイス
ほとんどのインターフェースはUSBへ移行した形で廃れている。
- バスマウス
- ATキーボードポート
- データレコーダ端子
- SASI、ESDI
- フロッピーディスクポート - フロッピーディスクドライブ自体もレガシーデバイスであるが、2000年代以降も使われているものはUSB接続へ移行した。
- ゲームポート/MIDIポート - MIDI接続に関してはUSB接続に移行している。また、USBをMIDI端子に変換する接続方法がある。
- RGB21ピン
- Apple Desktop Bus - USB接続に移行している。
- IEEE 1284パラレルポート（セントロニクスプリンターポート） - USB接続に移行している。
- シリアルポート（RS-232C及びEIA-422（RS-422）） - USB接続に移行し、USB - シリアル変換ケーブルで接続できる
- PCカード（16ビットカード/CardBus）
- PS/2コネクタ - USB接続に移行している。
- パラレルSCSI
- 8ピン角型デジタル端子
- VGA端子/アナログRGB端子 - HDMIおよびDisplayPortに移行している。
- IEEE 1394 - USB及び事実上の後継規格のThunderboltに移行。

### 内部バス、インターフェイス
- EISAバス
- XTバス
- VESA ローカルバス
- ISAシステムバス
- Cバス
- AGPバス - PCI Expressに移行している。
- パラレルATA、IDE
- PCIバス - PCI Expressに移行している。

## レガシーデバイス
- IrDA（PC用として）
- データレコーダ（コンパクトカセット）
- フロッピーディスクドライブ、ZIPドライブ、クイックディスク、PDドライブ
- 光磁気ディスク（MO）
- 磁気バブルメモリ

なお、USB接続のマウスとキーボードについても、USBレガシーデバイスと呼ばれる事がある。これは、USB接続のデバイスを、レガシーなOS / ソフトウェアに対しては、「レガシーエミュレーション」によりPS/2デバイスのふりをさせるようにするものである。
また、前述の内部バス（ISAなど）に接続する、プラグアンドプレイ（I/Oポートや割り込みの自動設定）に対応していないインターフェイスカードも、BIOSやOSから「レガシーデバイス」と総称、認識される場合がある。